# Johan August Törnblom
Johan August Törnblom, född 23 februari 1862 i Skogs socken, Hälsingland, död 19 april 1933 i Helsingborg, var en svensk arbetarförfattare och tidningsman. Han skrev skönlitteratur under pseudonymerna Elf Norrbo och Viktor Waldner.

## Biografi
Törnblom arbetade som skogs- och flottningsarbetare, brädgårdsförman och rallare fram till 1889. Sedan 1900 var han tidningsman och medarbetare i Öresunds-Posten 1903–1928.
Han inledde sitt skönlitterära författarskap först som 40-åring och räknas till indignationsförfattarna. Han skildrade vanligen små bilder ur folklivet. Motiven är från Norrland och bäst är han då han porträtterar skogsindustriarbetare och rallare. Han vänder sig mot barnarbete och agiterar för nykterhet. Han pläderade inte för socialism, men skildrade ibland strejker sympatiskt.
Han var även fiolspelman liksom sin far.

## Bibliografi

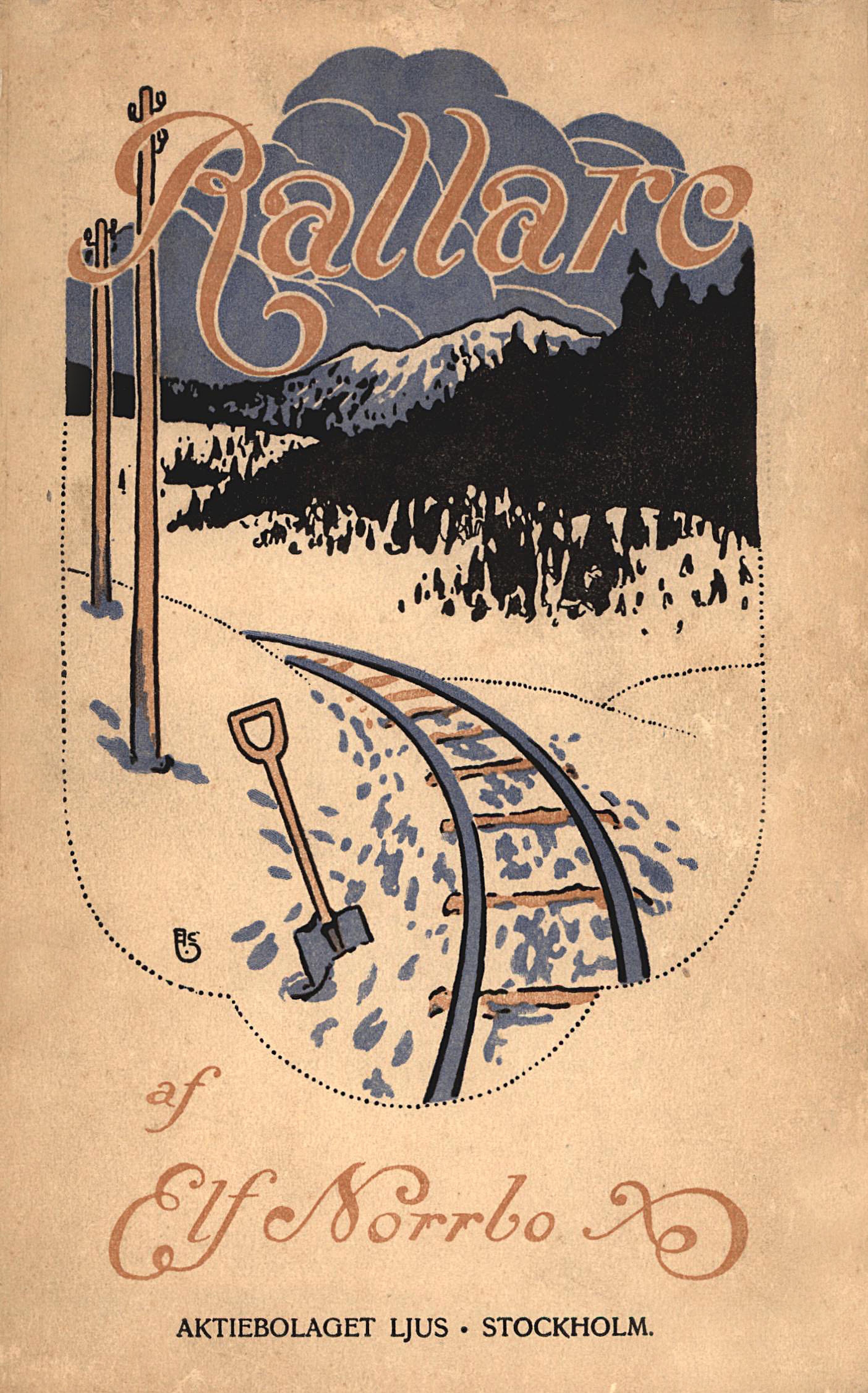
Omslag till Rallare och litet till (1909)

### Redaktör och utgivare
- Högsommar: midsommar-tidning för Kisa med omnejd. Linköping: J. A. Törnblom. 1902. Libris 10080191
- Ekström, Carl Otto (1913). Tulu i skogen ! Utdrag ur Norrlandsförfattaren K.O. Ekströms ("Gubben Noak") diktning / utredigerade och med förord försedda af Elf Norrbo. Göteborg: Åhlén & Åkerlund. Libris 1538046
- Från stigar och stättor: kalender / af Elf Norrbo. Hälsingborg: Öresunds-posten. 1916. Libris 1652095
- Nordin, Birger (1916). Stormdagar: berättelser / med inledning av Elf Norrbo. Stockholm: Åhlén & Åkerlund. Libris 8222882